# منتخب المجر لكرة الصالات
منتخب المجر الوطني لكرة قدم الصالات (بالمجرية: Magyar futsalválogatott)‏ هو ممثل المجر الرسمي في المنافسات الدولية في كرة الصالات .

## وصلات خارجية
- الموقع الرسمي